# Ehrharta stipoides
Ehrharta stipoides es una especie de hierba perteneciente a la familia de las poáceas que se produce naturalmente en todos los estados de Australia, así como en Nueva Zelanda, Papua Nueva Guinea, Indonesia y Filipinas. También se ha introducido en Hawái y la Isla Reunión y ha sido considerada como invasoras en ambos.

## Descripción
Ehrharta stipoides alcanza un tamaño de hasta  0,7 metros de altura y produce delicados tallos caídos que llevan las espiguillas que contienen las semillas. Los desnudos cariópsides (granos) son similares a granos de arroz pero más pequeños, de aproximadamente 5 mm de largo, con una masa que es muy variable, oscilando entre 1 mg y 7 mg. Prefiere los suelos ácidos y es tolerante a la sequía y a las heladas. En Australia, se encuentra en zonas de media a  alta precipitación (por encima de 600 mm por año) y las hojas permanecen verdes durante todo el año.

## Usos
Ehrharta stipoides produce pastos nutritivos para el ganado de pastoreo con una productividad de aproximadamente 7.2 toneladas por hectárea y la digestibilidad de aproximadamente 60-70%. Sus cualidades de resistente a la sequía han provocado un creciente interés en su uso por todo el territorio para sustituir a las especies exóticas y la investigación se lleva a cabo en su potencial de desarrollo, como en los cultivos de granos perennes. Los granos son ricos en proteínas y en pequeña escala la producción comercial para el consumo humano ha comenzado.

## Taxonomía
Ehrharta stipoides fue descrita por Jacques Julien Houtton de La Billardière  y publicado en Novae Hollandiae Plantarum Specimen 1: 91, t. 118. 1804.
Sinonimia
- Ehrharta stipoides var. breviseta (Vickery) L.P.M.Willemse
- Microlaena gunnii Hook.f.
- Microlaena micranthera Ohwi
- Microlaena stipoides (Labill.) R.Br.
- Microlaena stipoides var. breviseta Vickery
- Microlaena stipoides var. micrantha Domin[13]